# 鎌倉アカデミア

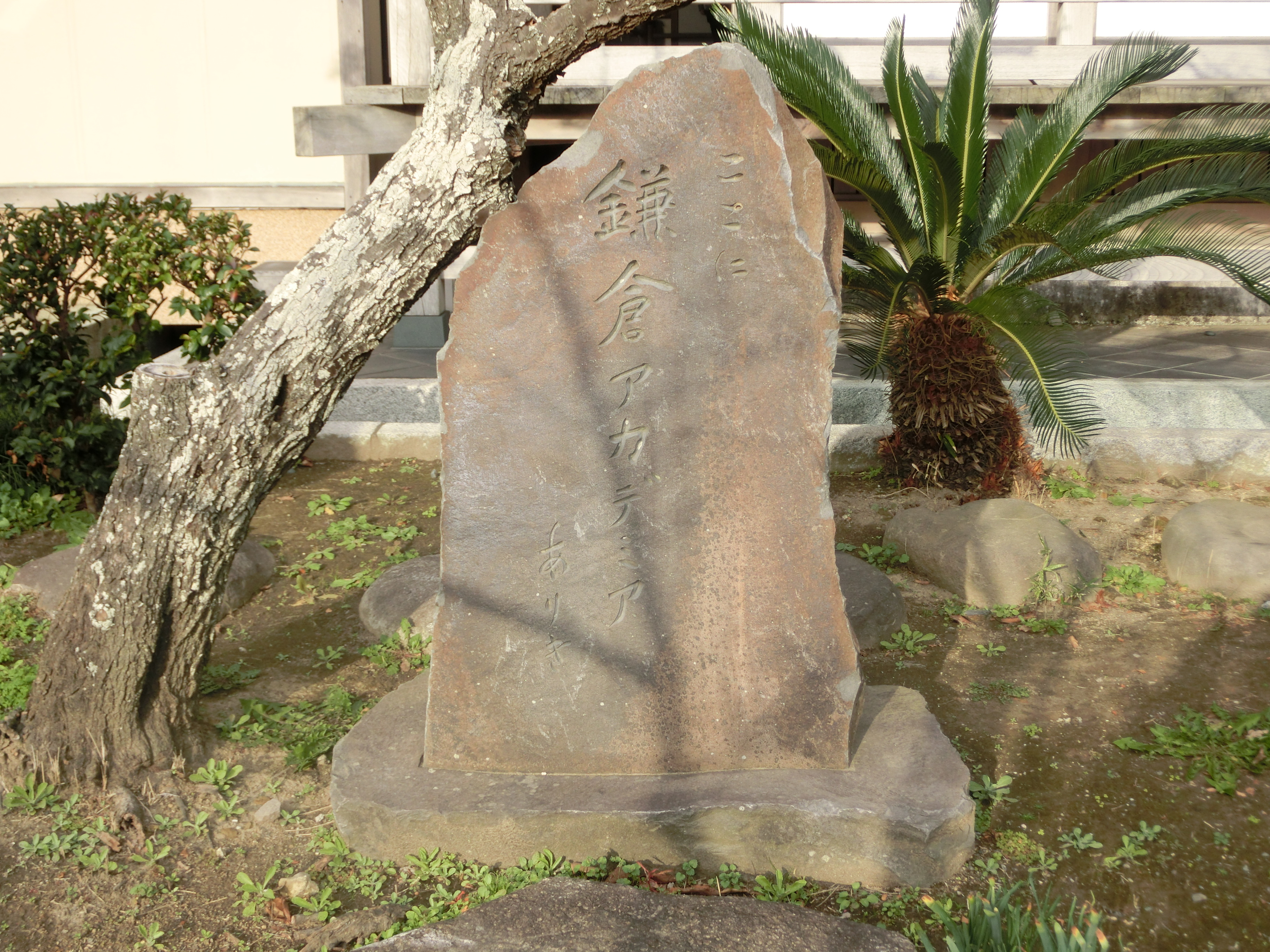
光明寺境内にある鎌倉アカデミア記念碑

鎌倉アカデミア（かまくらアカデミア）は、第二次世界大戦終結後の1946年（昭和21年）5月、鎌倉で開校した高等教育のための私立学校。財政難のため1950年（昭和25年）9月、わずか4年半で廃校となったが、映画・演劇界などに多くの人材を輩出した。

## 歴史
敗戦直後に鎌倉在住の画家や演劇家らが設立した「鎌倉文化会」が、「自分の頭で考える人間づくりが必要」の趣旨で母体となり、地元町会長らの協力を得て開校した。大学設立を目指したものの、資産や運営資金の不足から専門学校として申請された。開校当初は「鎌倉大学校」と称したが、大学ではないとして鎌倉アカデミアに改名した。
戦火を免れた材木座の光明寺を仮の校舎として開講し、のちに横浜市栄区小菅ヶ谷の旧第1海軍燃料廠第3試験所跡へ移転した。当時は大船駅が最寄り駅で、通称「大船」校舎と呼ばれた。設立時の理事会が総退陣したのちに哲学者三枝博音が二代目校長に就任した。庫裡の入口に「プラトンの「幾何学を学ばざる者、この門に入るべからず」を三枝校長が自らギリシャ語で刻んだ額を掲げ、服部之総、西郷信綱、長田秀雄、千田是也、村山知義、吉野秀雄、高見順、三上次男、青江舜二郎、中村光夫、林達夫、吉田健一、野田高梧、三浦光雄、邦正美、藤間勘十郎などが教鞭をとった。文学科、産業科、演劇科、映画科の4学科を編成した。創立時からの資金難に加えて自治体や企業からの援助も得られず、わずか4年半しか存続できなかった。教授陣は最後の1年以上は無給で講義し、140人の学生の半数は学費を納めていなかったと伝えられる。
開学時に入校した加藤茂雄の回想によると、男女共学で、同級生は20歳代も含めて30人ほどで女性は6人ほどいた。東京からも入学者がおり延べ約500人が巣立った。在学生の総数は600 - 800人ともいわれる。教授陣と学生は講義中だけでなく、鎌倉駅への帰路や列車の車中や教授の自宅でも熱心に語り合った。
1996年に創立50年を記念して光明寺の一角に記念碑を建立する。2006年5月13日に創立60周年記念祭を光明寺の本堂で催す。創立70周年の2017年6月4日に光明寺で再現授業、講演会、演劇などの記念行事を実施した。

## 証言
鎌倉アカデミアはいかにして生まれ、いかにして挫折し、そしてその精神は、現在どのように生き続けているのか、を20人余の関係者の証言と再現映像、歴史的資料などで再構成する映画『鎌倉アカデミア 青の時代』が制作され、2017年5月20日に公開された。『火星のわが家』『影たちの祭り』などで知られる大嶋拓が監督した。大嶋は鎌倉アカデミア存続のために最後まで三枝博音校長とともに金策に奔走した、演劇科教授青江舜二郎の長男である。映像に鈴木清順、岩内克己、勝田久、加藤茂雄、川久保潔、若林一郎らが登場し、上映時間は119分である。

## 著名な出身者
- いずみたく
- 岩内克己
- 沖竜太
- 勝田久
- 加藤茂雄[4]
- 川久保潔
- 小池榮
- 小松重男
- 近藤信行
- 鈴木清順[4]
- 鈴木治夫[4]
- 高松英郎
- 津上忠
- 中野寛次
- 西村俊一
- 沼田陽一
- 左幸子
- 廣澤榮[4]
- 福岡正剛
- 前田武彦
- 松木ひろし
- 南川直
- 山口瞳[4]
- 山内雅人
- 山本廉
- 花岡太郎